# Alexander Anatoljewitsch Matownikow

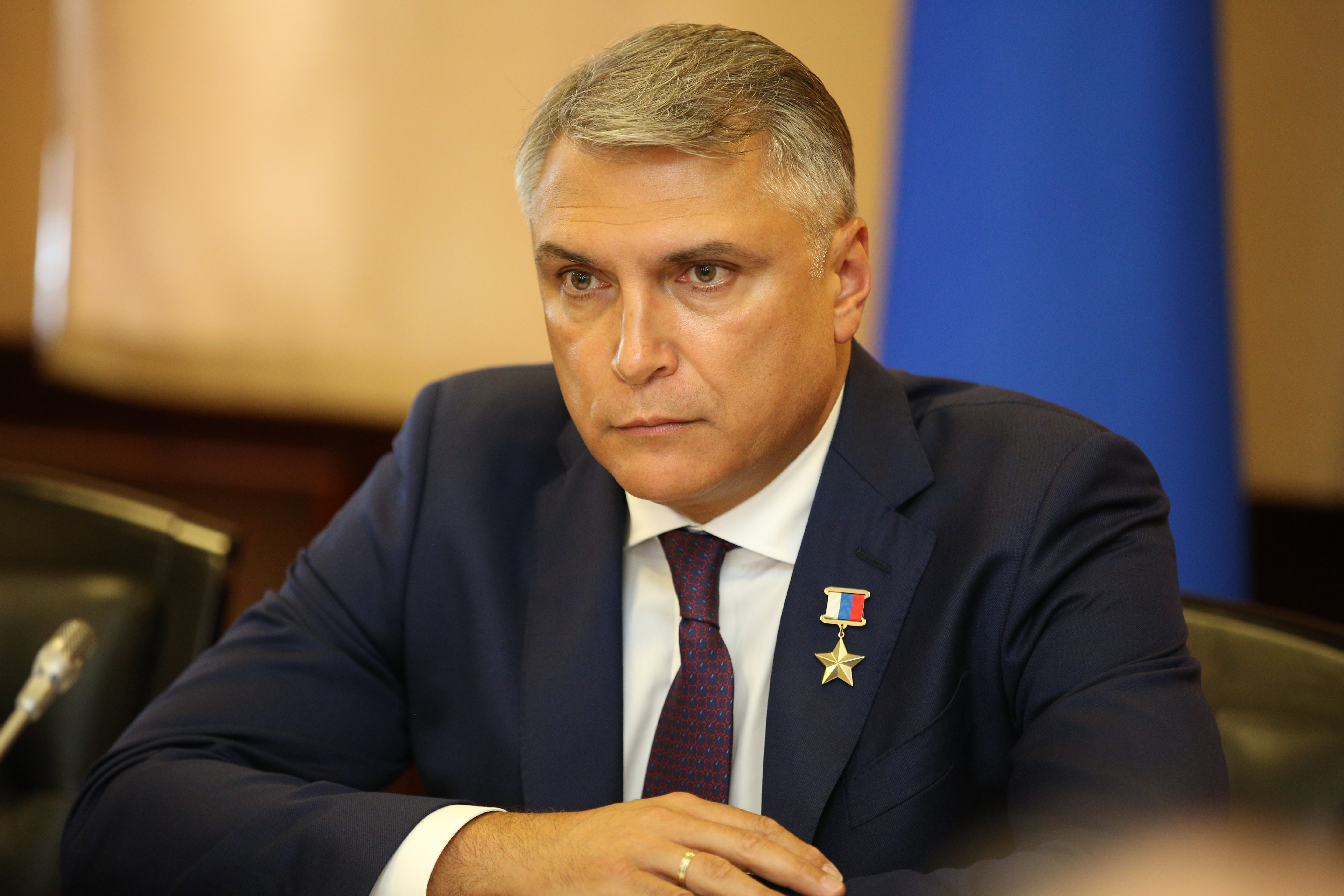
Alexander Matownikow (2019)

Alexander Anatoljewitsch Matownikow (russisch Александр Анатольевич Матовников; * 19. September 1965 in Moskau) ist ein russischer Generalleutnant. Seit Januar 2020 ist er stellvertretender Oberbefehlshaber der Landstreitkräfte der Russischen Föderation. Er war von 2018 bis 2020 Mitglied des russischen Sicherheitsrates.

## Biografie

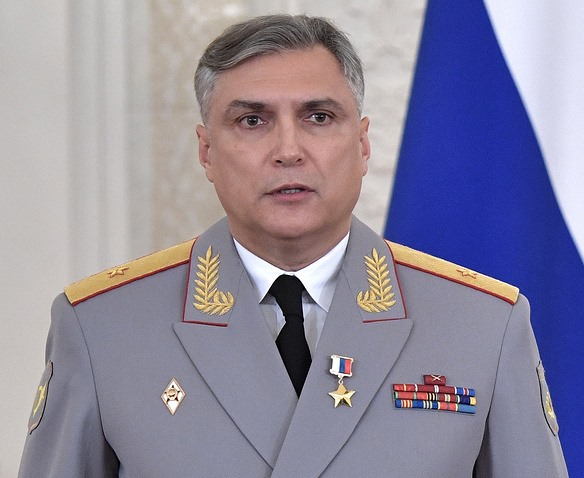
Alexander Matownikow als Generalmajor (2018)

Matownikow stammt aus einer Familie, die eine enge Bindung zum russischen Militär hatte. Seine beiden Großväter kämpften im Zweiten Weltkrieg in verschiedenen Divisionen. Sein Vater Anatoli Matnikow diente im Militär und arbeitete ab den späten 1970er Jahren als hochrangiger KGB-Offizier in der Alfa-Einheit. Er wurde danach zum stellvertretenden Leiter des Sekretariats der 7. KGB-Direktion zur Überwachung von ausländischen Agenten ernannt.
Matownikow war von 1982 bis 1986 an der Militärakademie des KGB. Dann diente er in der Anti-Terror-Einheit der Gruppe Alfa des KGB beziehungsweise FSB, in der er in den 1980er und 1990er Jahren zum Abteilungsleiter und zum ersten stellvertretenden Leiter der Gruppe A aufstieg.
Er nahm für den Geheimdienst am Krieg in Afghanistan, dem Tschetschenienkrieg, der Annexion der Krim und dem Bürgerkrieg in Syrien teil.
2013 wurde er in das Verteidigungsministerium versetzt und da zum stellvertretenden Kommandeur der Spezialeinheiten der Hauptdirektion Geheimdienst des Generalstabs ernannt. 2015 war er Kommandant und stellvertretender Chef der Hauptdirektion des Generalstabs. 
Laut Medienberichten war Matownikow ein Sondereinsatzoffizier unter dem russischen Präsidenten Putin und ein Befehlshaber geheimer Militäroperationen im Ausland, unter anderem in der Ukraine bei der Annexion der Krim 2014. Während des Bürgerkriegs in Syrien war er auch an den Kommandoposten beteiligt.
Von 2013 bis 2015 war er stellvertretender Kommandeur der Spezialeinsatzkräfte der Haupt-(Geheimdienst-)Direktion des Generalstabs der russischen Streitkräfte sowie Kommandeur der Spezialeinsatzkräfte und stellvertretender Leiter der Hauptdirektion der russischen Streitkräfte. Als Generalmajor war er von 2015 bis 2018 Chef des Generalstabs der russischen Streitkräfte.
2018 wurde Matownikow zum Generalleutnant befördert. Er war von 2018 bis 2020 bevollmächtigter Vertreter im Föderationskreis Nordkaukasus als Nachfolger von Vizeadmiral Oleg Belawenzew. Von 2018 bis 2020 war er Mitglied im Sicherheitsrat der Russischen Föderation. Seit Januar 2020 ist er stellvertretender Oberbefehlshaber der Bodentruppen der Streitkräfte Russlands als Nachfolger von Generaloberst Alexander Lenzow.
Matownikow ist von seiner ersten Frau geschieden und erneut verheiratet und hat zwei Kinder aus dieser Ehe.

## Auszeichnungen (Auswahl)
- 1995, 2005: Zwei Tapferkeitsorden
- 2004: Verdienstorden für das Vaterland, IV. Klasse
- 2015: Schukow-Medaille
- 2017: Alexander-Newski-Orden
- 2017: Held der Russischen Föderation[4]